# Teatro La Fenice

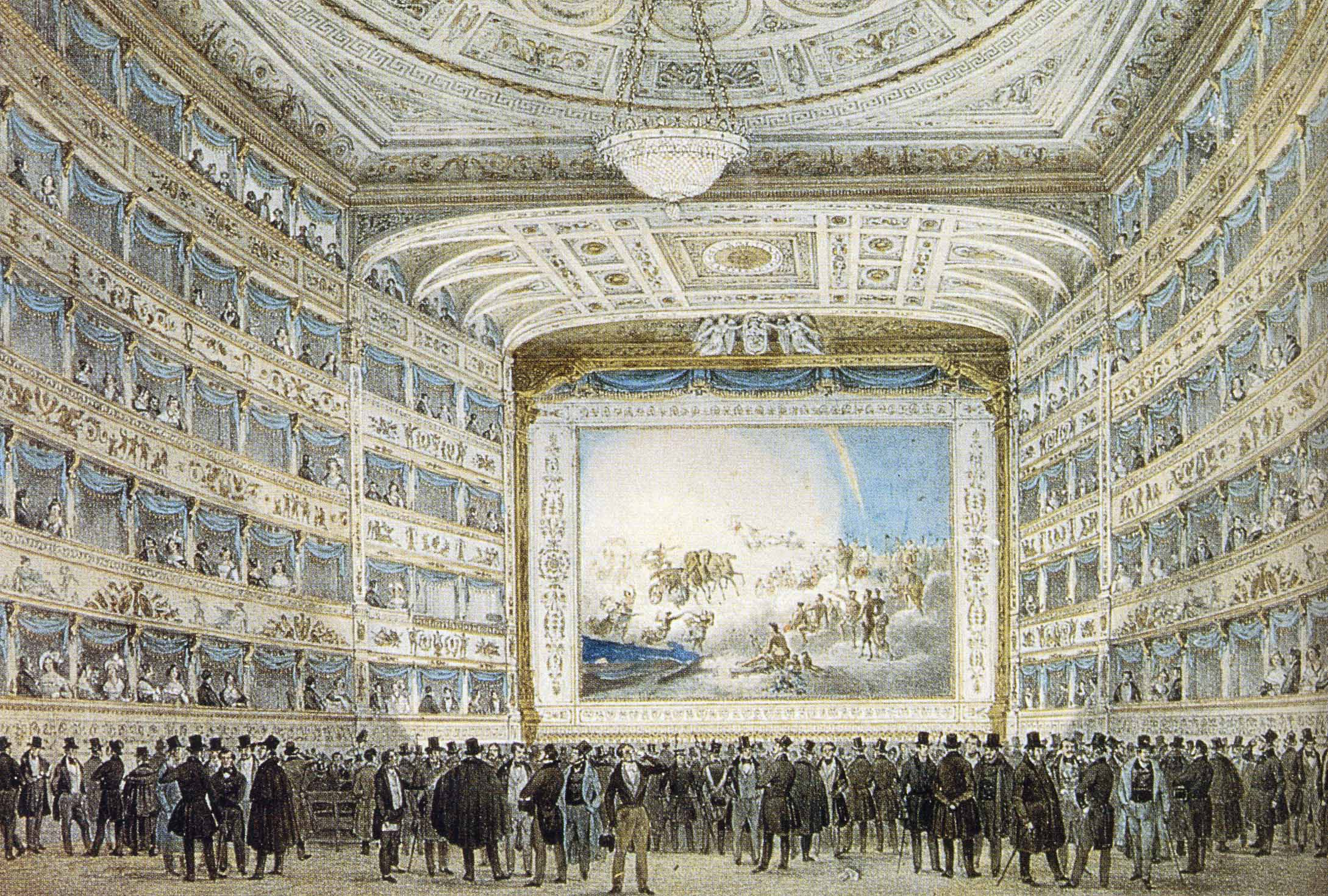
Het interieur van La Fenice in 1837

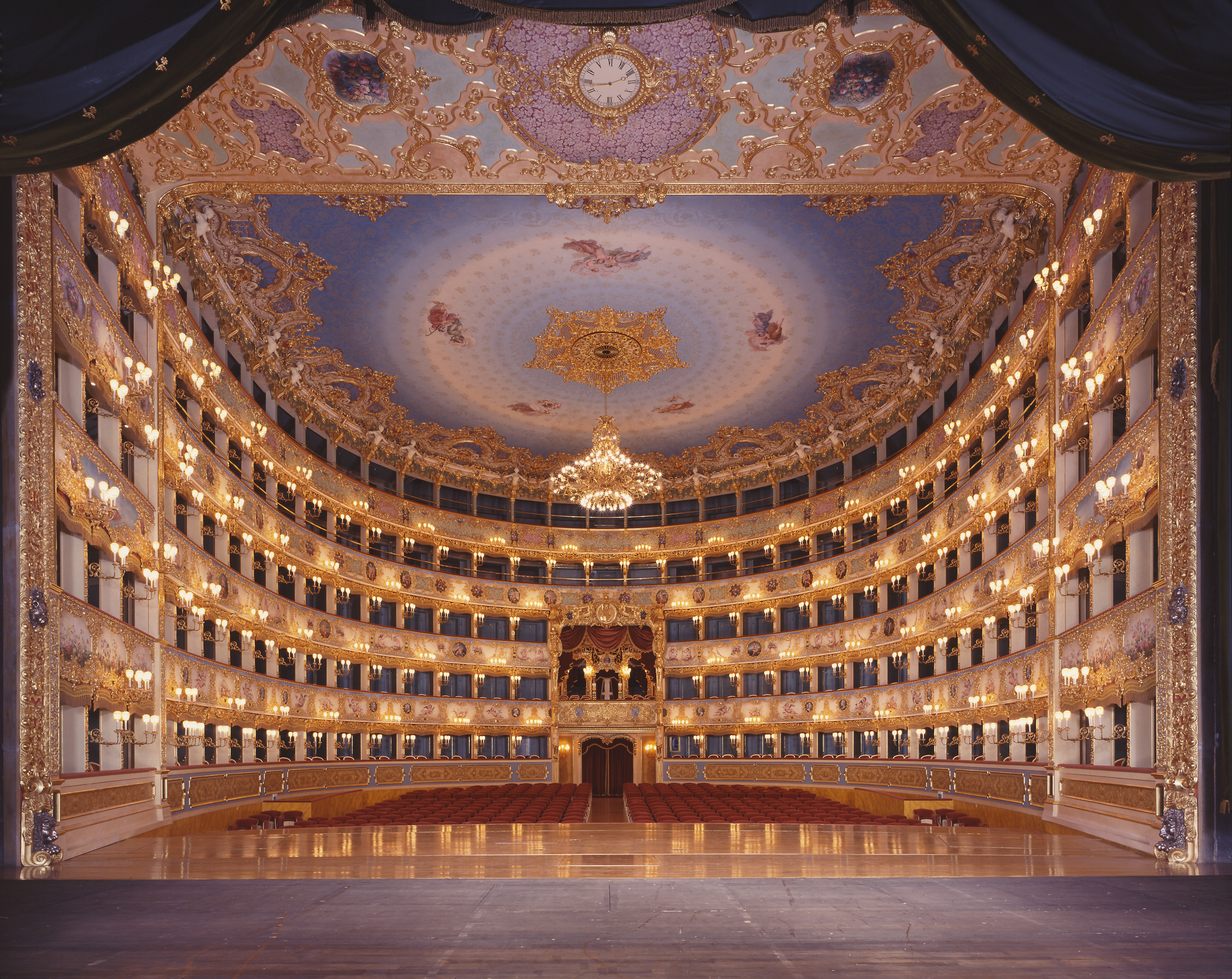
Het interieur in 2018

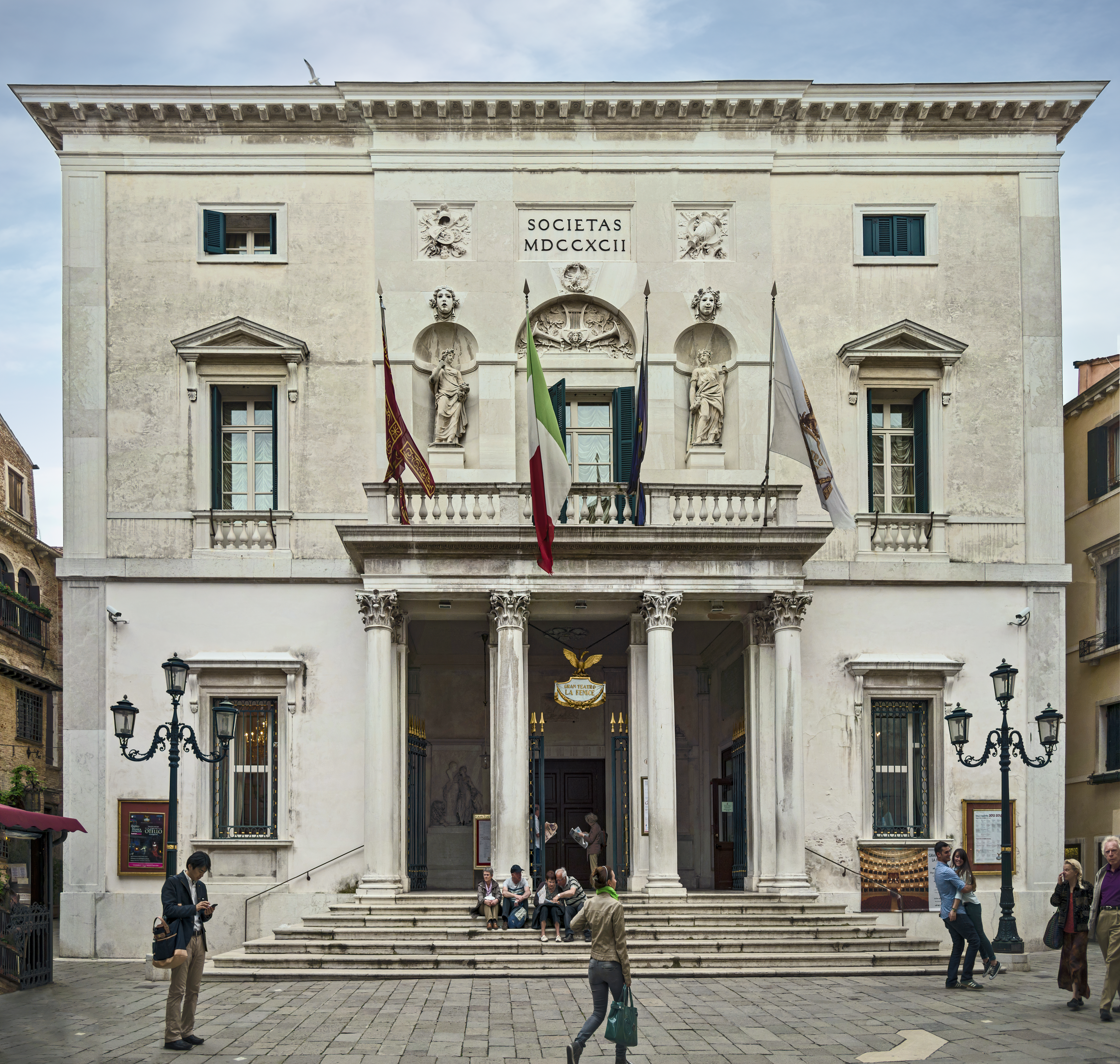
Entree

Teatro La Fenice ("de feniks") is een operatheater in Venetië. Het is een van de beroemdste theaters in Europa, waar veel bekende opera’s in première gingen. De naam is wel bijzonder illustratief, gezien het feit dat het theater een aantal malen is afgebrand en weer opnieuw is opgebouwd. Dit is vergelijkbaar met een feniks die ook telkens uit zijn as kon herrijzen.

## Historie

### Eerste theater
In 1774 brandde het San Benedetto theater, dat meer dan veertig jaar het belangrijkste operatheater van Venetië was, tot de grond toe af. Zodra het herbouwd was brak een juridisch dispuut uit tussen de eigenaars, de Venier familie, en het bedrijf dat het theater runde; als gevolg daarvan besloot dit bedrijf een eigen operatheater te bouwen op Campo San Fantin.
De bouw begon in juni 1790 en in mei 1792 was het theater klaar. Het kreeg de naam "La Fenice", refererend aan het feit dat het bedrijf de slag met de Veniers had overleefd. La Fenice werd ingewijd op 16 mei 1792 met een opera van Giovanni Paisiello getiteld I Giochi di Agrigento.
Vanaf het begin van de 19e eeuw verwierf La Fenice zich een reputatie in Europa. Rossini liet er twee producties opvoeren en Bellini liet er twee opera’s in première gaan. Donizetti kwam na de triomfen die hij in de Milaan en Napels had gevierd terug naar Venetië, na een afwezigheid van meer dan zestien jaar.

### Tweede theater
In december 1836 werd het theater vernield door brand. Het werd spoedig herbouwd naar ontwerp van de broers Tommaso en Giambattista Meduna.
La Fenice opende zijn deuren op 26 december 1837.
Giuseppe Verdi's band met La Fenice begon in 1844, met de uitvoering van Ernani. Gedurende de volgende dertien jaar vonden er de premières plaats van Attila, Rigoletto, La traviata en Simon Boccanegra.
Gedurende de Eerste Wereldoorlog was La Fenice gesloten. In 1930 organiseerde de Biënnale van Venetië er het Eerste Internationale Festival van Hedendaagse Muziek, met componisten als Stravinski, Britten en meer recentelijk Berio, Nono en Bussotti die speciaal voor La Fenice composities schreven.
Op 29 januari 1996 werd het theater opnieuw vernield door brand. In maart 2001 veroordeelde de rechtbank in Venetië hiervoor twee elektriciens. Enrico Carella en zijn neef Massimiliano Marchetti hadden brand gesticht omdat hun bedrijf zware boetes voor achterstanden in het werk te wachten stonden. Carella, eigenaar van het bedrijf, kreeg zeven jaar gevangenisstraf en Marchetti zes jaar.

### Huidig theater
Na de nodige vertraging begon in 2001 de reconstructie serieus. In 650 dagen slaagde een team van tweehonderd stukadoors, houtbewerkers en andere ambachtslieden er in de ambiance van het oude theater voor een bedrag van omstreeks negentig miljoen euro opnieuw te creëren.
La Fenice werd herbouwd in 19e-eeuwse stijl op basis van een ontwerp van architect Aldo Rossi, gebruikmakend van foto's van de openingsscènes van Luchino Visconti's film Senso die daar in 1954 was gemaakt om details van het ontwerp van het theater vast te leggen. Het theater opende zijn deuren opnieuw op 14 december 2003 met muziek van Beethoven, Wagner en Stravinsky. De eerste operaproductie die werd uitgevoerd was La traviata, in november 2004. De ontvangst van het herbouwde La Fenice was gemengd. Enrico Cavalotti, een criticus van Il Tempo was tevreden. Hij vond de kleuren weliswaar wat aan de heldere kant, maar vond de geluidsoverdracht goed. Zijn collega Dino Villatico van La Repubblica was minder tevreden: hij vond dat het de akoestiek van de nieuwe zaal ontbrak aan resonantie en de kleuren pijn deden aan zijn ogen. Hij vond het al met al een "valse imitatie van het verleden".